# 日光口パーキングエリア
日光口パーキングエリア（にっこうぐちパーキングエリア）は、栃木県日光市野口にある日光宇都宮道路のパーキングエリアである。
日光宇都宮道路の休憩施設は当所のみである。下り線売店は1976年（昭和51年）の宇都宮IC - 日光IC間開通時に開設されたが、上り線売店は日光IC - 清滝IC間が開通した1981年（昭和56年）に遅れて開設された。

## 道路
- E81 日光宇都宮道路

## 施設
上下線共に鈴運メンテックが運営している。

### 下り線（日光・清滝方面）
- 駐車場
  - 大型 8台
  - 小型 87台
  - 障害者用 1台
- トイレ
  - 男性 大4・小7
  - 女性 9
  - 多目的 1
- 売店・飲食コーナー（8:00 - 17:00）
- 自動販売機

### 上り線（宇都宮方面）
- 駐車場
  - 大型 8台
  - 小型 85台
  - 障害者用 1台
- トイレ
  - 男性 大4・小7
  - 女性 9
  - 多目的 1
- 売店・飲食コーナー（9:00 - 18:00）
- 自動販売機

## 隣
E81 日光宇都宮道路
(3) 今市IC - 日光口PA - (4) 日光IC/TB